# Arena Motorsport
Arena Motorsport International – były brytyjski zespół wyścigowy, założony w 2003 roku przez Mike Earle na bazie byłego zespołu Formuły 1 Onyx Grand Prix. W historii startów ekipa pojawiała się w stawce American Le Mans Series, 24-godzinnego wyścigu Le Mans, Brytyjskiej Formuły 3, Le Mans Series, World Touring Car Championship, A1 Grand Prix, 12 Hours of Sebring, European Le Mans Series oraz British Touring Car Championship.
W 2012 roku ekipa wystawiła zespół Team Aon w World Touring Car Championship korzystający z samochodu Ford Focus S2000 TC. Kierowcami zostali James Nash oraz Tom Chilton. Łącznie obaj kierowcy punktowali pięciokrotnie i uplasowali się na początku trzeciej dziesiątki klasyfikacji kierowców. Samo zespół w klasyfikacji Yokohama Teams' Trophy był jedenasty.

## Starty

### A1 Grand Prix
| Rok       | Bolid      | Kierowcy       | Wyścigi | Wygrane | PP | NO | Pkt | M.Z. |
| --------- | ---------- | -------------- | ------- | ------- | -- | -- | --- | ---- |
| 2006/2007 | Lola-Zytek | A1 Team India  | 0       | 22      | 0  | 0  | 13  | 16   |
| 2006/2007 | Lola-Zytek | A1 Team Greece | 0       | 22      | 0  | 0  | 0   | 24   |
| 2007/2008 | Lola-Zytek | A1 Team India  | 2       | 20      | 1  | 0  | 61  | 10   |